# Tyska F3-mästerskapet 2012
Tyska F3-mästerskapet 2012 kördes över 27 race med Jimmy Eriksson som mästare.

## Resultat
| Omgång | Omgång | Bana                         | Datum        | Pole Position    | Snabbaste varv   | Vinnande förare  | Vinnande team         | Trophy-vinnare   | Vinnande rookie     |
| ------ | ------ | ---------------------------- | ------------ | ---------------- | ---------------- | ---------------- | --------------------- | ---------------- | ------------------- |
| 1      | R1     | Circuit Park Zandvoort       | 5 maj        | Lucas Auer       | Lucas Auer       | Jimmy Eriksson   | Lotus                 | Luca Stolz       | Lucas Auer          |
| 1      | R2     | Circuit Park Zandvoort       | 5 maj        |                  | Kimiya Sato      | Yannick Mettler  | Performance Racing    | Jordi Weckx      | John Bryant-Meisner |
| 1      | R3     | Circuit Park Zandvoort       | 6 maj        | Lucas Auer       | Kimiya Sato      | Kimiya Sato      | Lotus                 | Jordi Weckx      | Mitchell Gilbert    |
| 2      | R1     | Sachsenring                  | 9 juni       | Kimiya Sato      | Kimiya Sato      | Kimiya Sato      | Lotus                 | Luca Stolz       | Artem Markelov      |
| 2      | R2     | Sachsenring                  | 9 juni       |                  | Artem Markelov   | René Binder      | Van Amersfoort Racing | Luca Stolz       | Artem Markelov      |
| 2      | R3     | Sachsenring                  | 10 juni      | Tom Blomqvist    | Kimiya Sato      | Kimiya Sato      | Lotus                 | André Rudersdorf | Lucas Auer          |
| 3      | R1     | Oschersleben                 | 7 juli       | Jimmy Eriksson   | Jimmy Eriksson   | Jimmy Eriksson   | Lotus                 | André Rudersdorf | Mitchell Gilbert    |
| 3      | R2     | Oschersleben                 | 7 juli       |                  | Kimiya Sato      | Kimiya Sato      | Lotus                 | Luca Stolz       | Artem Markelov      |
| 3      | R3     | Oschersleben                 | 8 juli       | Jimmy Eriksson   | Jimmy Eriksson   | Jimmy Eriksson   | Lotus                 | Luca Stolz       | Lucas Auer          |
| 4      | R1     | Circuit de Spa-Francorchamps | 14 juli      | Kimiya Sato      | Jimmy Eriksson   | Jimmy Eriksson   | Lotus                 | André Rudersdorf | Mitchell Gilbert    |
| 4      | R2     | Circuit de Spa-Francorchamps | 14 juli      |                  | Jimmy Eriksson   | Tom Blomqvist    | EuroInternational     | André Rudersdorf | Artem Markelov      |
| 4      | R3     | Circuit de Spa-Francorchamps | 15 juli      | Kimiya Sato      | René Binder      | René Binder      | Van Amersfoort Racing | André Rudersdorf | Lucas Auer          |
| 5      | R1     | TT Circuit Assen             | 3 augusti    | Jimmy Eriksson   | Jimmy Eriksson   | Jimmy Eriksson   | Lotus                 | Jordi Weckx      | Dennis van de Laar  |
| 5      | R2     | TT Circuit Assen             | 4 augusti    |                  | Jimmy Eriksson   | Mitchell Gilbert | Performance Racing    | Jordi Weckx      | Mitchell Gilbert    |
| 5      | R3     | TT Circuit Assen             | 5 augusti    | Jimmy Eriksson   | Mitchell Gilbert | Jimmy Eriksson   | Lotus                 | Jordi Weckx      | Lucas Auer          |
| 6      | R1     | Red Bull Ring                | 11 augusti   | Tom Blomqvist    | Mitchell Gilbert | Tom Blomqvist    | EuroInternational     | André Rudersdorf | Mitchell Gilbert    |
| 6      | R2     | Red Bull Ring                | 11 augusti   |                  | Lucas Auer       | Lucas Auer       | Van Amersfoort Racing | André Rudersdorf | Lucas Auer          |
| 6      | R3     | Red Bull Ring                | 12 augusti   | Tom Blomqvist    | Jimmy Eriksson   | Tom Blomqvist    | EuroInternational     | André Rudersdorf | Lucas Auer          |
| 7      | R1     | EuroSpeedway Lausitz         | 25 augusti   | Mitchell Gilbert | Mitchell Gilbert | Mitchell Gilbert | Performance Racing    | André Rudersdorf | Mitchell Gilbert    |
| 7      | R2     | EuroSpeedway Lausitz         | 25 augusti   |                  | Mitchell Gilbert | Artem Markelov   | Lotus                 | André Rudersdorf | Artem Markelov      |
| 7      | R3     | EuroSpeedway Lausitz         | 26 augusti   | Mitchell Gilbert | Lucas Auer       | Lucas Auer       | Van Amersfoort Racing | André Rudersdorf | Lucas Auer          |
| 8      | R1     | Nürburgring                  | 15 september | Tom Blomqvist    | Tom Blomqvist    | Tom Blomqvist    | EuroInternational     | André Rudersdorf | Lucas Auer          |
| 8      | R2     | Nürburgring                  | 15 september |                  | Kimiya Sato      | René Binder      | Van Amersfoort Racing | André Rudersdorf | Mitchell Gilbert    |
| 8      | R3     | Nürburgring                  | 16 september | Tom Blomqvist    | Kimiya Sato      | Tom Blomqvist    | EuroInternational     | André Rudersdorf | Lucas Auer          |
| 9      | R1     | Hockenheimring               | 29 september | Jimmy Eriksson   | Jimmy Eriksson   | Jimmy Eriksson   | Lotus                 | Dominik Kocher   | Mitchell Gilbert    |
| 9      | R2     | Hockenheimring               | 29 september |                  | Lucas Auer       | Artem Markelov   | Lotus                 | Dominik Kocher   | Artem Markelov      |
| 9      | R3     | Hockenheimring               | 30 september | Jimmy Eriksson   | Jimmy Eriksson   | Jimmy Eriksson   | Lotus                 | Dominik Kocher   | Lucas Auer          |